# 옐브루스

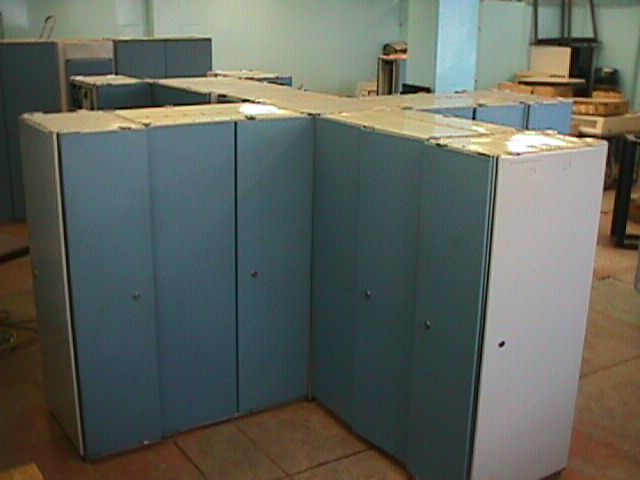
Elbrus 3-1, 1994년도에 찍음

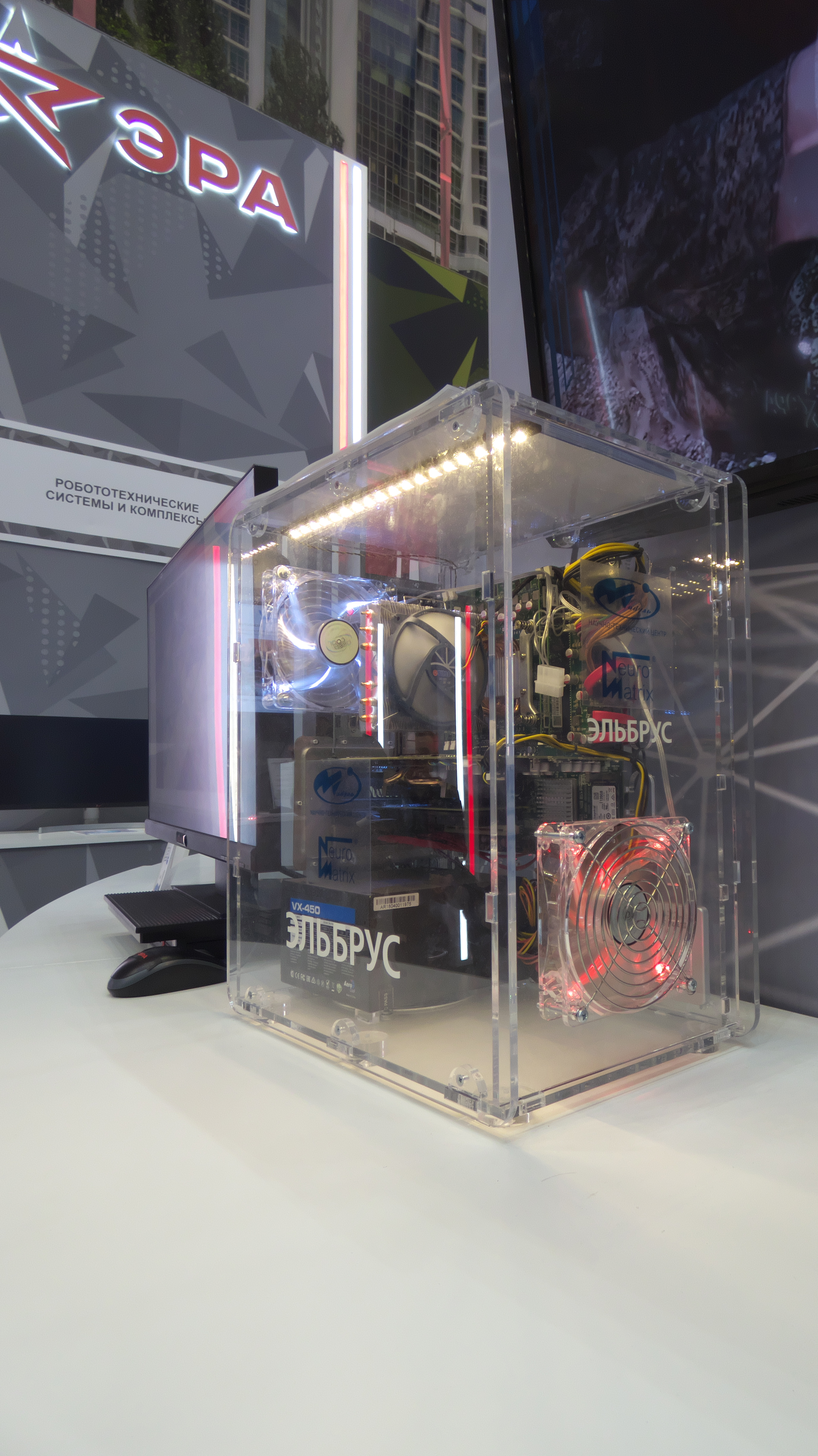
전시회"육군 2022"에서 개인용 컴퓨터

옐브루스(Elbrus, Эльбрус)는 소비에트 연방과 러시아 연방에서 개발한 컴퓨터 시스템으로 레베데프 정밀 기계 및 컴퓨터 엔지니어링 대학에서 개발하고 있다. 옐브루스 컴퓨터는 우주 프로그램과 핵무기 개발과 국방 시스템에 사용되었다. 1992년 모스크바 SPARC 기술 센터(Moscow Center of SPARC Technologies)가 만들어지고 그후 개발과 생산을 계속 하고 있으며, 옐브루스란 별명은 이 회사에서 만든 모든 컴퓨터 시스템의 브랜드로 사용되고 있다.
역사적으로, 옐브루스 프로세서를 이용한 컴퓨터는 여러 다른 명령어 집합들을 포함하고 있다.
처음 라인은 메인프레임용으로 나옸으며, 브세돌도프 부르트세프가 개발했다. 이 프로세서는 Burroughs large systems에 영향을 많이 받았으며, 특히 태그 기반의 아키텍처와 시스템 언어가 ALGOL의 변형이란 점이 유사했다.

## 옐브루스 프로세서의 역사

### 브세돌도프 부르트세프가 개발
- 옐브루스 1 (1973)
  - BESM-6 의 업데이트로 1965년 Elbrus-1K2의 업데이트중 개발되었다.
- 옐브루스 2 (1977)는 10 프로세서 컴퓨터로, 소비에트 연방의 최초의 슈퍼컴퓨터로 여겨진다. 이 옐브루스는 슈퍼스칼라 RISC 프로세서였으며, 빠른 이미터 결합 소자 칩을 사용하여 엘브루스 1 아키텍처를 재 구현하였다.

부르트세프가 은퇴하고, 새 개발자인 보리스 바바이안이 완전히 새로운 시스템 아키텍처를 소개했다. 이전의 옐브루스 1과 2 아키텍처와는 딴판이었으며, 매우 긴 명령어를 사용하게 된다.

### 브세돌도프 부르트세프 이후
- 옐브루스 3 (1986)은 바바얀 팀이 개발한 16 프로세서 컴퓨터로, 세계 최초의 VLIW 컴퓨터 중 하나이다.
- 옐브루스 2000 (2001)는 옐브루스 3 아키텍처를 사용한 마이크로프로세서이며, 옐브루스-S로 알려져 있다.
  - 옐브루스-3M1 (2005)은 옐브루스 2000에 기반을 둔 2 프로세서 컴퓨터로, 300 Mhz로 구동되었다.
  - 옐브루스 МВ3S1/C (2009)는 ccNUMA 기술을 사용한 4 프로세서 컴퓨터로, 옐브루스-S를 기반으로 하였으며, 500 Mhz로 구동되었다.
- 옐브루스-2S+ (2011)는 500 Mhz로 구동하였으며, 16 GFlops의 연산 속도를 낼수 있었다.
- 옐브루스-2SM (2014)는 300 Mhz로 구동하였으며, 9.6 GFlops의 연산 속도를 낼 수 있었다.
- 옐브루스-4S (2014)는 800 Mhz로 구동되었으며, 50 GFlops의 연산 속도를 낼 수 있었다.[1][2]
- 옐브루스-8S (2014–2015)는 1.3 Ghz로 구동되며 >200 GFlops의 연산 속도를 낼 수 있었다.
- 옐브루스-16S (2018)는 현재 계획중으로 >1 TFlops를 목표로 삼고 있다.

1990년 후반부에 군사쪽에서의 외제 CPU에서의 백도어의 위협으로 인해 기금이 모여서 SPARC 기반의 CPU가 MCST에서 개발되었다.
- 옐브루스-90마이크로 (1998–2010)는 SPARC 명령어 집합을 사용하는 마이크로프로세서로, MCST R80, R150, R500S 그리고 MCST-4R 등이 개발되었으며, 각각 80, 150, 500, 1000 Mhz로 구동되었다.